# 盧克索方尖碑
卢克索方尖碑（〔法〕）是一对古埃及方尖碑，已有超过3000年的历史。雕刻完成于公元前1250年的拉美西斯二世时期，矗立在卢克索神庙门口的两侧。右侧（西侧）的石碑高23米（75英尺），于1830年代被搬迁到法国巴黎的协和广场；而左侧（东侧）的方尖碑则仍然保留在埃及原址。
巴黎的卢克索方尖碑于 1936 年被正式列为法国历史遗迹。

## 两碑同在埃及

### 兴建
卢克索神庙的建成比拉美西斯二世早约 150 年。在他统治期间，进行了翻新，其中就包括增加了这两座方尖碑。
这两座方尖碑均由一块红花岗岩雕刻而成，在卢克索以南约 100 英里（160 公里）的阿斯旺采石场开采，用专门设计的驳船运输，并用绳子和沙子将其放下到位。  

### 外观特征
这两座方尖碑的高度略有不同，卢克索现存的这一座更高。较矮的方尖碑安装在一个更高的基座上，并且比另一座更远离塔门。对于一位前进的观者来说，这两座方尖碑可能看起来高度相同，而这种设计选择可能是经过深思熟虑的。    
卢克索残存的方尖碑正在倾斜。 巴黎方尖碑的原石上有一条裂缝，在古代就已被修复过。 
每座方尖碑的东面和西面都略微凸出，这是唯一具有此特征的两座古方尖碑，其原因尚不清楚。  

### 象形文字
两座方尖碑上都刻有象形文字。19 世纪，弗朗索瓦·查巴斯 (François Chabas)对西侧（巴黎）方尖碑进行了全文翻译，该方尖碑讲述了拉美西斯二世、阿蒙拉和荷鲁斯的故事，可在此处 （页面存档备份，存于）阅读。

## 巴黎卢克索方尖碑

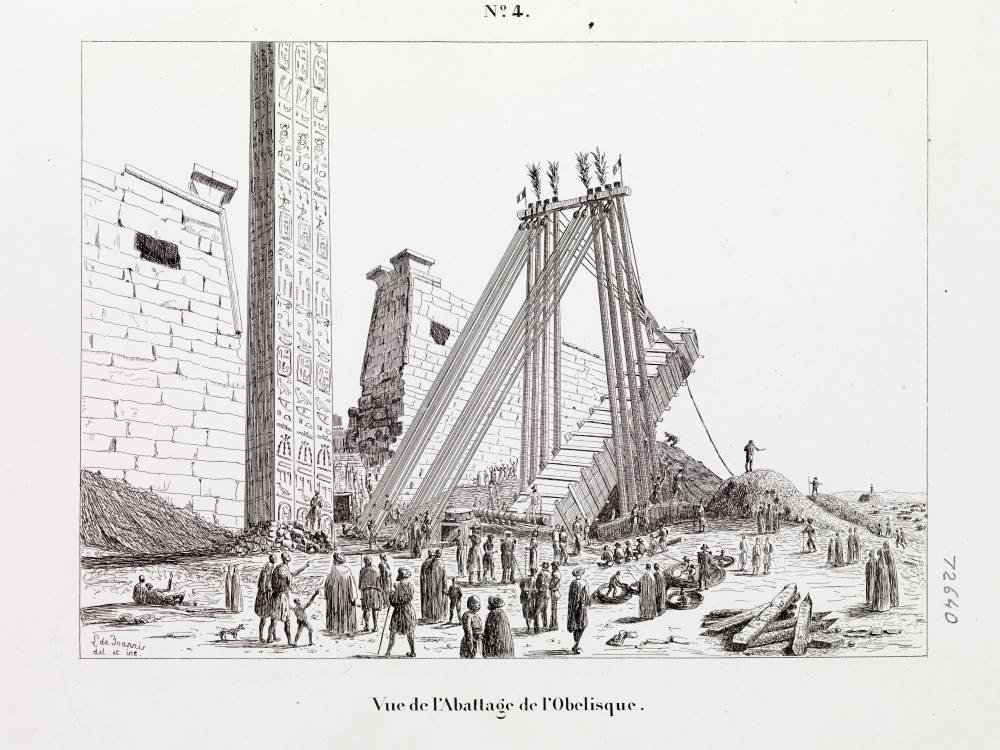
拆除方尖碑

### 构想
在拿破仑的埃及战役期间，首次出现了将卢克索方尖碑运往巴黎的想法。1799 年 3 月 21 日，路易·查尔斯·安托万·德赛将军给拿破仑写了一封信，告知他底比斯有两座方尖碑，一旦运到巴黎，将成为非凡的景观。  同样，维旺·德农在他的 1802 年《上下埃及之旅》中回忆了将方尖碑作为法国征服的战利品带到巴黎的可能性。  最后，1800 年 10 月 8 日，让-玛丽-约瑟夫·库泰勒在开罗的埃及学会上提出了将其中一个方尖碑运往协和广场并竖立在那里的第一个技术考虑因素。  然而，随着法国在埃及的战役最终结束，这些计划从未实现。
在拿破仑的继任者路易十八领导下，法国获得了亚历山大港的克利奥帕特拉方尖碑的所有权，尽管这座方尖碑从未被运往法国，并于 1881 年最终落座于纽约市。
19 世纪 20 年代，查理十世国王开设了一座埃及博物馆，并寻求一块方尖碑作为埃及艺术品。大约在这个时候，让-弗朗索瓦·商博良因破译罗塞塔石碑上的象形文字而声名鹊起，他在首次见到卢克索方尖碑后就敦促法国政府锁定收购它们。 

### 礼物

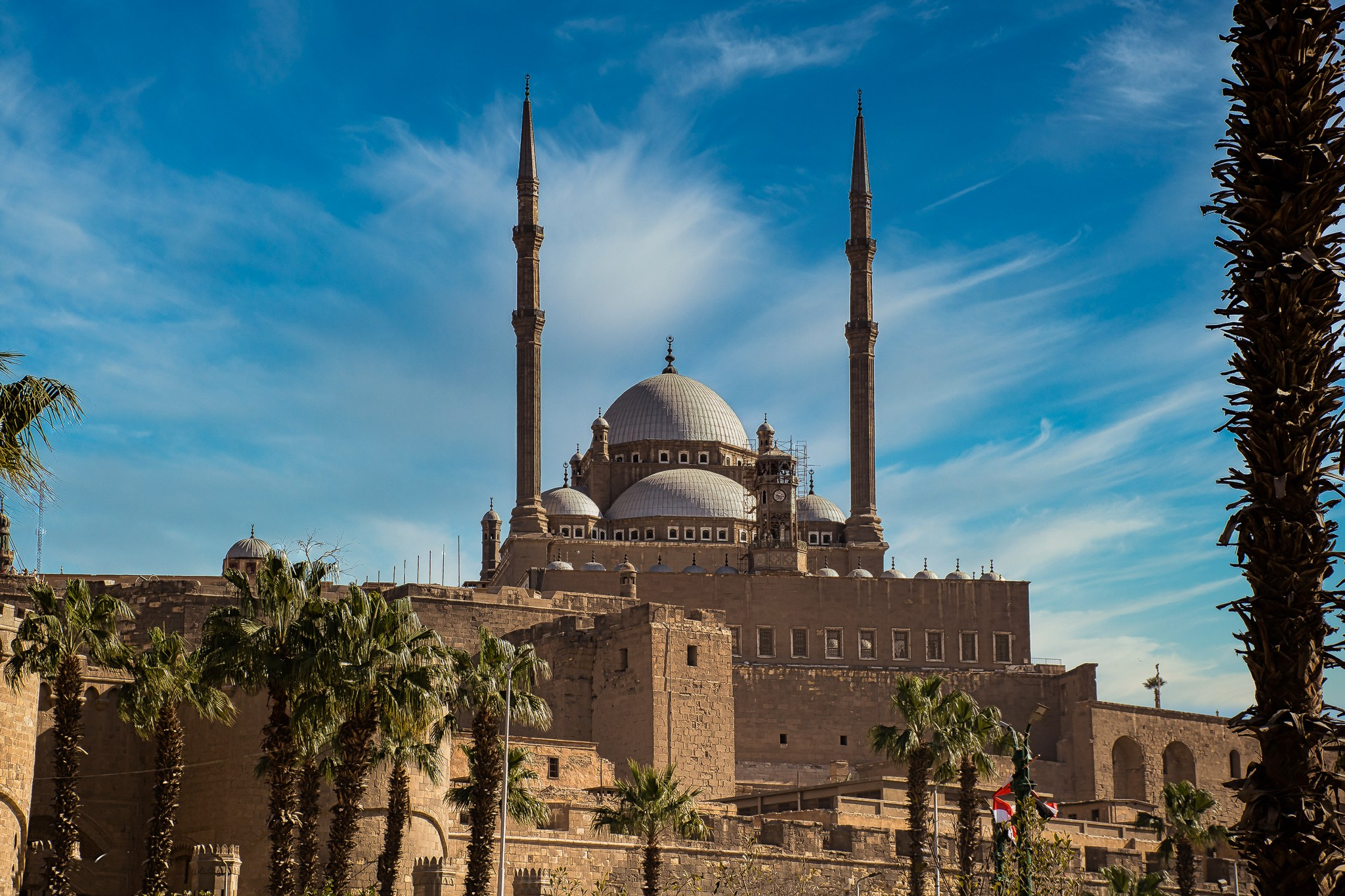
开罗城堡钟，据悉是19世纪40年代法国人赠送的，位于穆罕默德·阿里清真寺外

1830 年 11 月，奥斯曼埃及统治者穆罕默德·阿里帕夏正式将卢克索方尖碑赠予法国。这样做，他推翻了之前将这两座方尖碑赠予英国的决定：在法国总领事米莫的建议下，他本人受到商博良的启发，反而将卡纳克神庙的哈特谢普苏特方尖碑赠予了英国，而商博良很清楚，实际上从周围的石结构中提取它是不切实际的；尽管如此，英国还是接受了。  此外，法国外交官伊西多尔·贾斯汀·塞韦林·泰勒男爵（米莫的上司），他依查理十世的授权敲定了礼物的条款（但查理十世在此期间已被七月革命推翻）。 
作为回礼，法国在 19 世纪 40 年代赠送奥斯曼帝国一个机械钟，如今被称为开罗城堡钟。
自运抵开罗以来，该钟几乎无法正常运作。2021年，埃及最高文物委员会宣布：“城堡钟是世界上最古老的钟之一，埃及正寻求修复，以使其重新运转。”
1981 年，法国总统弗朗索瓦·密特朗明确放弃了第二块方尖碑的所有权，从而将其所有权归还给埃及。</link>

### 运输和重新竖立

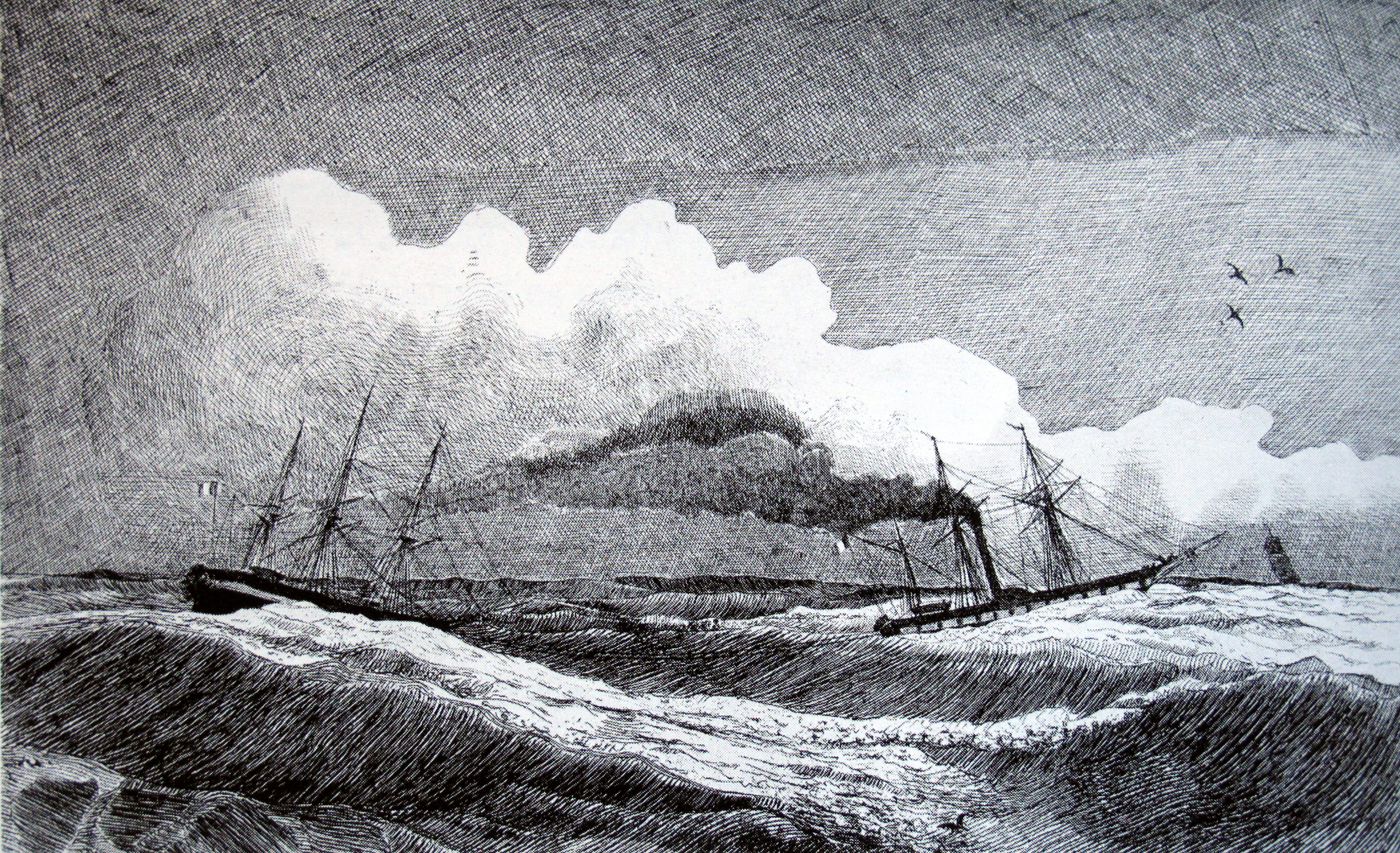
斯芬克斯拖曳驳船卢克索尔将卢克索方尖碑运往法国

他们决定先移动西侧（较短的）方尖碑，并于 1831 年将其拆除。它由一艘专为运输而建造的船只卢克索尔号运送。它于 1833 年抵达巴黎，并于 1836 年由路易·菲利普国王竖立在协和广场的中心。尚波利翁未能看到他的项目完成，因为他于 1832 年 3 月 4 日去世，当时方尖碑仍在卢克索尔和亚历山大之间。 
方尖碑搬迁的总成本估计为 250 万法郎（相当于 2020 年的 1600 万欧元或 $1900 万美元）。 高昂的成本可能是第二座方尖碑从未被移动的原因。
选择竖立于协和广场在政治上是权宜之计，因为该地点具有标志性和情感色彩——尤其是作为法国大革命期间断头台的主要位置——而且很难找到一种既能传达足够的威望又不激起政治激情的填充方式。考虑到方尖碑的古董性质及其与法国历史的脱节，它完美地符合了这些标准。它胜过了包括卢浮宫的 Cour Carrée 在内的其他选择，后者曾被埃德姆-弗朗索瓦·若马尔和维旺·德农等名人推荐，但在技术上会更加困难。 

### 底座

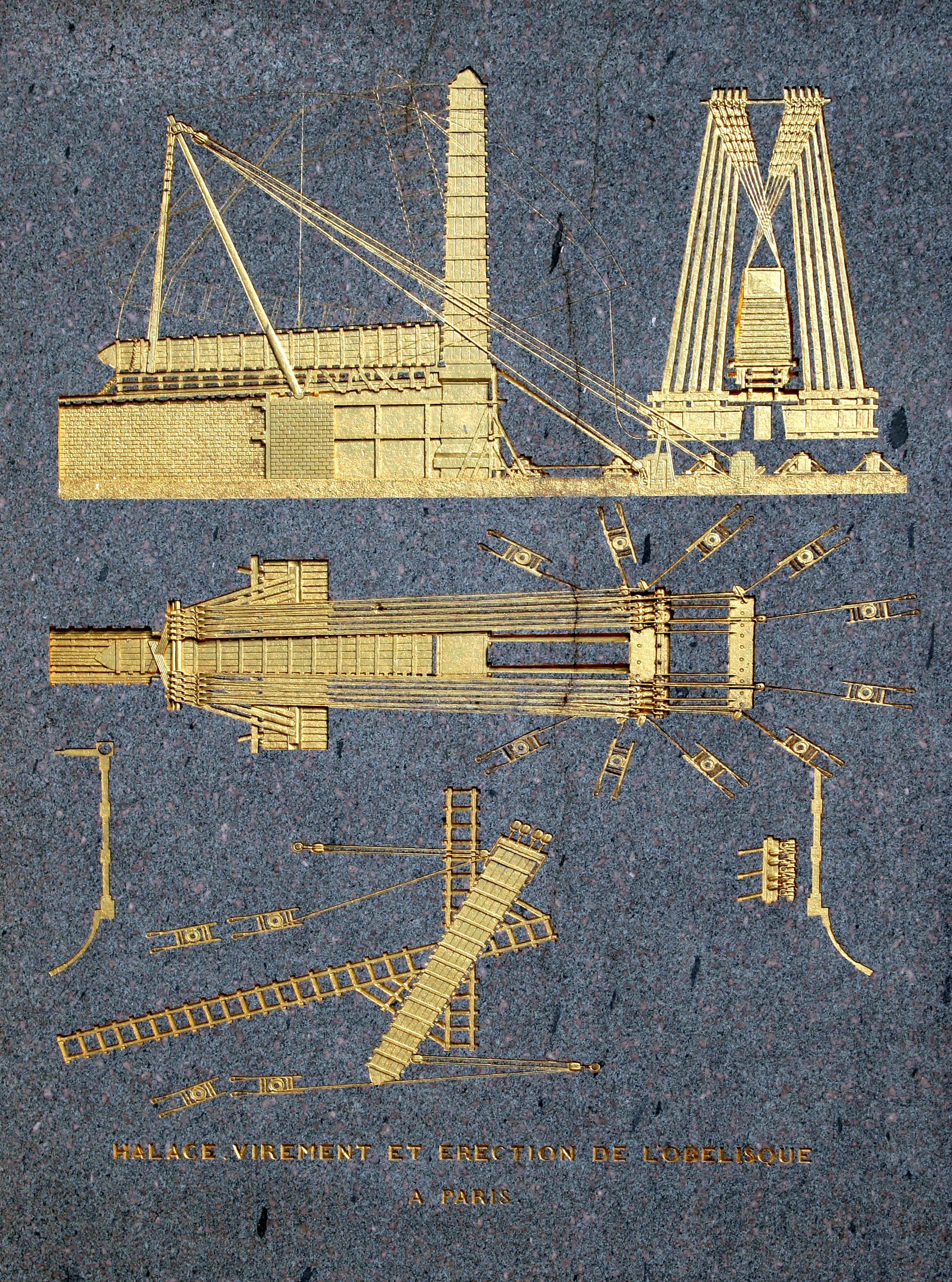
巴黎现代基座的细节

现在的底座最初是为让-皮埃尔·科尔托为路易十六制作的马术雕像准备的，但这座雕像在 1830 年的七月革命中被毁。 1839 年，解释用于运输的复杂机械的图表被添加到底座上。
最初的埃及底座涉及带有突出男性生殖器的-狒狒雕塑，它们将手举向太阳。剩余方尖碑后部的这个原始底座的一部分与方尖碑同时被带到巴黎，打算与它一起展示。由于被认为对公开展览来说过于淫秽，它被送到了卢浮宫的埃及部分。 

### 尖顶
1998 年，法国在方尖碑顶部增加了一个金箔金字塔帽，费用由伊夫·圣·洛朗赞助。  长期以来一直有人猜测，裸露的金字塔尖最初被青铜、黄金或金银质帽覆盖，据推测在公元前 500 年被盗。</link>
连同底座和帽子，纪念碑的高度约为 33.37m（109 英尺）。 

## 现代事件
- 1993 年 12 月 1 日，致力于抗击艾滋病的组织Act Up Paris（法语）的示威者用一个巨大的粉红色安全套覆盖了巴黎方尖碑，以纪念世界艾滋病日。
- 1998 年，法国城市攀岩者阿兰·“蜘蛛侠”罗伯特在没有使用任何绳索或其他攀岩设备或安全装置的情况下，非法攀爬了巴黎方尖碑。
- 1998 年，作为1998 年世界杯的一部分，这座纪念碑被一座奖杯复制品覆盖
- 1999 年，作为巴黎千年庆典活动的一部分，300 个黄铜圆盘和近 1,000 英尺的黄色热敏条被放置在方尖碑周围，以便将其用作功能日晷的晷针。它们一直保留到 2000 年年底。
- 2015 年，米莱娜·盖尔蒙的纪念性互动雕塑 PHARES [21]在方尖碑旁边展出数月，其设计目的是照亮方尖碑。